# Ligne de Pouilly-sous-Charlieu à Clermain
La ligne de Pouilly-sous-Charlieu à Clermain est une ligne ferroviaire française à écartement standard et à voie unique non exploitée et partiellement déclassée. Elle reliait la gare de Pouilly-sous-Charlieu sur la ligne du Coteau à Montchanin à celle de Clermain sur la ligne de Moulins à Mâcon.
Elle constitue la ligne 774 000 du réseau ferré national.

## Histoire
Cette ligne a été déclarée d'utilité publique le 8 janvier 1874 comme ligne d'intérêt local de Roanne à la limite du département de Saône-et-Loire et à la même date d'une ligne d'intérêt local de la limite du département de Saône-et-Loire à Chalon-sur-Saône par Cluny.
Les deux sections ont été concédées aux mêmes dates que la déclaration d'utilité publique au sieurs Parents-Pêcher et Riche frères.
Le 20 mars 1877 le préfet du département de Saône-et-Loire prononçait la déchéance de la concession concernant la deuxième section, suivi le 2 juin 1877, par le préfet du département de la Loire qui prononçait la déchéance de la concession concernant la première section.
La ligne, élément d'un itinéraire de Roanne à Chalon-sur-Saône, est reclassée dans le réseau d'intérêt général par une loi le 3 juillet 1880.
La ligne est finalement concédée à titre définitif à la Compagnie des chemins de fer de Paris à Lyon et à la Méditerranée par une convention signée entre le ministre des Travaux publics et la compagnie le 26 mai 1883. Cette convention est approuvée par une loi le 20 novembre suivant.
La section entre la Clayette-Baudemont et Clermain (PK 28,772 à 55,772) est déclassée par décret le 12 novembre 1954.
La section de la ligne entre Pouilly-sous-Charlieu et Charlieu a été transformée en voie verte, dans le cadre du développement touristique de la communauté de communes Charlieu-Belmont Communauté. La voie est déferrée entre l'automne 2014 et le début de l'année 2015, puis est acquise par la communauté de communes en 2015. La voie verte est ouverte à la circulation en juin 2018.